# Alphonse Massamba-Débat

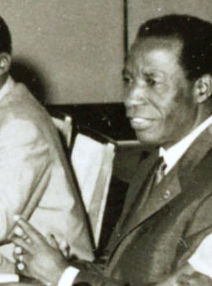
Alphonse Massamba-Débat

Alphonse Massamba-Débat (Bakongo, 11 februari 1921 - 25 maart 1977) was van 1963 tot 1968 president van Congo-Brazzaville. 
Hij werd geboren in Nkolo in het district Boko en was een lid van het Lari-volk. Hij was aanvankelijk legerofficier. Als lid van de UDDIA-partij van president Fulbert Youlou werd Massemba-Débat in 1957 minister van Onderwijs. In 1959 werd hij voorzitter van het Parlement van Congo-Brazzaville. Op 15 augustus 1963 pleegde hij een staatsgreep en dwong president Fulbert Youlou om als president terug te treden. Massamba-Débat werd premier en nam in december van het jaar het presidentschap op zich en stichtte de Mouvement National de la Révolution (MNR), de eenheidspartij. Als president voer Massamba-Débat een gematigd-linkse koers. Hij voerde het "wetenschappelijk socialisme" in. Er werden nationalisaties doorgevoerd en om de afhankelijkheid van de voormalige kolonisator Frankrijk te doorbreken richtte men zich tot de Sovjet-Unie en China.
Op 4 september 1968 pleegde majoor Marien Ngouabi een staatsgreep en bracht Massamba-Débat ten val. De oud-president werd onder huisarrest geplaatst en werd in 1969 gedagvaard samen met twee ex-ministers voor de moord op drie hoge ambtenaren in 1965. Ze werden vrijgesproken maar Massemba-Débat bleef onder huisarrest in zijn geboortedorp. In 1977 werd Massamba gearresteerd en in verband gebracht met de moord op president Ngouabi. Hij werd ter dood veroordeeld en op 25 maart 1977 terechtgesteld.